# Адигейски език
Адигейският език (също долночеркески, западночеркески, западноадигейски или кяхский; самоназвание адыгабзэ) е един от двата черкезки езика. Разпространен е предимно в Западен Кавказ (Адигея, Лазаревски и Туапсински район в Краснодарски край), както и сред черкезката диаспора в Турция и Близкия изток. Близкородственият кабардински език е разпространен на изток. Черкезките езици съставляват западнокавказкото езиково семейство заедно с абхазки, абазински и изчезналия убъхски език.

## Диалекти
- абадзехски (абдзэхабз) – изчезнал на територията на Русия, разпространен сред черкезката диаспора.
- бжедугски (бжъэдыгъубз)
- темирговски или чемгуйски (кIэмгубз)
- шапсугски (шапсыгъубз)

## Писменост
Адигейският език използва разширен вариант на руската кирилица, въведен през 1938 г. В миналото се е употребявала арабска и латинска азбука.
- Арабска азбука в употреба до 1927.
- Адигейска латинска азбука в периода 1927 – 1938.
- Адигейска латинска азбука в периода 1927 – 1938.

## Граматика
Граматиката на адигейския език е съществено различна от граматиката на повечето европейски езици. Адигейският език е полисинтетичен. Сказуемото е многосъставно и може да включва и местоименни показатели, афикски за място, време, направление, отношение към говорещия.

### Съществителни имена
Съществителните имена се делят не по род, а по клас: клас хора и техни признаци (собствени имена, професии, народност) (отговарят на въпрос хэт? или хэта?) и клас вещи/предмети/животни (отговарят на въпрос сыд? или сыда?).
Съществителните имена се изменят по число (единствено и множествено). Единственото число се изразява с нулева морфема, а множественото – с присъединяване към основната морфема на думата – хэ. Например, унэ „дом“, тхылъ „книга“, мн.число: унэ-хэ-р „дома“, тхылъ-хэ-р „книги“.
Съществителните имена притежават освен това няколко семантични категории:
- определеност: кIалэ „младеж“, кIалэр (им.п.), кIалэм (ерг.п.) „младежът“
- принадлежност (органична и имуществена). Органичната принадлежност се изразява с помощта на представки за всяко лице:
  - шъхьэ „глава“: сшъхьэ „моята глава“, тшъхьэхэр „нашите глави“;
  - гу „сърце“: сыгу „моето сърце“, а-гу „техни сърца“;
  - шы „брат“: ышы „негов брат“;
  - нэ „око“: унэ „твоето око“, тынэхэр „нашите очи“;
  - лъакъо „крак“: плъакъо „твой крак“, шъулъакъохэр „ваши крака“, алъакъу „техни крака“.

Имуществена принадлежност се изразява с други представки:
- - тхылъ „книга“, ситхылъ „моя книга“, уи-тхылъ „твоя книга“, и-тхылъ „негова книга“;
  - унэ „дом“: тиун „наш дом“, шъуиун „ваш дом“, яун „техен дом“.

В адигейски имената се скланят по четири падежа: именителен, ергативен, творителен и превратителен.
Именителният падеж има окончание – р в единствено и в множествено число: пхъашIэ „дърводелецът“, пхъашIэ-хэ-р „дърводелци“. ПхъашIэр Iофыш1э къэкIуагъ. „Дърводелецът дойде на работа.“
Именителният падеж по правило означава:
- действащото лице (подлога) при непреходните глаголи: КIалэр школым кIуагъэ „Момчето отиде на училище“;
- прякото допълнение при преходните глаголи: Бзылъфыгъэм унэр егъалэ „Жената боядисва къщата“ („Къщата се боядисва от жената.“).

Ергативният падеж се използва за да означи:
- действащото лице при преходни глаголи: Писателым тхылъ ытхыгъ. „Писателят написа книга.“, ЛIым письмэ ытхыгъ. „Мъжът написа писмо.“;
- непрякото допълнение при преходни и непреходни глаголи: КIалэр школым кIуагъэ „Момчето отиде на училище“, ЛIыр Iофым Iухьагъ. „Мъжът постъпи на работа.“;
- обстоятелство: Студентхэм мафэм Iоф ашIагъ. „Студентите работеха денем (мафэ).“.

Творителният падеж може да изразява непряко допълнение, оръдие на глаголното действия, направление и цел на действието: Тыгъужъыр бжыхьэм былымхэмкIэ бзаджэ. „През есента (бжыхьэ) вълкът е опасен за домашните животни (былым).“; Чъыгэр ощымкIэ раупкIыгъ. „Отсякоха дървото с брадва (ощы).“.
Превратителният падеж изразява промяна в нещо, определение имени, действителния субект с течение на времето: Сэфэр офицерэу дзэм къикIыжъыгъ. „Сафер се завърна от войската (дзэ) като офицер.“; А мафэр тхьаумафэу къычIэкIыгъ. „Този ден (мафэ) се оказа неделя (тхьаумаф).“

### Прилагателни имена
Прилгателните имена обикновено следват съществителното, което определят.

### Числителни имена
зы „1“, тIу „2“, щы „3“, плIы „4“, тфы „5“, тхы „6“, блы „7“, и „8“, бгъу „9“, пшIы „10“, шъэ „100“, шъитIу „200“, шъищ „300“, шъиплI „400“, шъитф „500“, шъитх „600“, шъибл „700“, шъий „800“, шъибгъу „900“, мин „1000“.
Бройните числителни освен зы „1“, обикновено следват съществителното име: зы пчэн „една коза“, пчэнитIу „две кози“, пчэнщ „три кози“, пчэнитф „пет кози“, пчэнмин „хиляда кози“.

### Лични местоимения
Съществуват отделни форми само за 1 и 2 лице: сэ „аз“, о „ти“, тэ „ние“, шъо „вие“. Формите за 3 лице се изразяват посредством показателни местоимения ар „той, този“, мор „този“, мыр „онзи“, ахэр, мыхэр „те, тези, онези“. При личните местоимения няма разлика между именителен и ергативен падеж.

### Глагол
В адигейски (и в другите западнокавказки езици) глаголът е извънредно сложен в морфологично отношение. По своята структура глаголната словоформа може да бъде едноморфемна: кIо „иди“, штэ „вземи“. Морфемният състав на глагола включва афикси (представки и наставки), но те се коренно различни от афиксите в индоевропейските езици. Афиксите в адигейски могат да изразяват и да променят значението на подлога, прякото и непрякото допълнение, обстоятелството, числото, отрицанието, времето, наклонението, направлението, залога на глаголното действие (взаимен, съвместен, възвратен), в резултат на което се образува многоморфемен глаголен комплекс, който може да изразява значението на цяло изречение в български:
- УакъыдэсэгъэгущыIэжъы „Ще те накарам да говориш отново с тях.“ се състои от следните морфеми: у-а-къы-дэ-сэ-гъэ-гущыIэ-жъы, букв. „тебе (-у-) с тях (-а-) оттам (-къы-) заедно (-дэ-) аз (-сэ-) накарам (-гъэ-) говоря (-гущыIэ-) отново (-жъы)“.
- къыпфэсхьыщтэп „аз няма да ти донеса (еди-какво си)“ се състои от следните морфеми: къы-п-фэ-с-хьы-щт-эп, чиито буквален превод е „оттам (-къы-) теб (-п-) за теб (-фэ-) аз (-сэ-) нося (-хьы-) ще (-щт – показател за бъдеще време) не (-эп-)“.

Глаголите в адигейски се делят на динамични и статични в зависимост от значението. Динамичните глаголи изразяват действие и процес на действието: Сэ сэчъэ „Тичам“; Сэ сэцуахъо „Пълзя“, Сэ сэтIэ „Копая“, Сэ сэIо „Говоря“ и др. Статичните глаголи изразяват състояние, резултат от действие: Сэ сыщыт. „Стоя.“, Сэ сыщылъ. „Лежа.“, Сэ сыпхъашI. „Дърводелец съм.“, Сэ сытракторист. „Тракторист съм.“.
Глаголът се изменя по лице чрез прибавяне на представки (произлизащи от личните местоимения) към глаголната основа, например:
- единствено число: 1 л. сэтхэ „пиша“, 2 л. отхэ „пишеш“, 3 л. матхэ „пише“;
- множествено число: 1 л. тэтхэ „пишем“, 2 л. шъотхэ „пишете“, 3 л. матхэ-х „пишат“.

С помощта на различни морфеми се образуват формите за наклонение и въпрос, например:
- тхы „пиши!“, шъутхы „пишете!“, мада? „шие ли?“.

## Речников състав
Повечето словообразувателни основи са едносрични и от тях се образуват различни сложни думи: мэзчэт „фазан“ (мэзы „гора“ + чэт „кокошка“), псычэт „патица“ (псы „вода“ + чэт „кокошка“), мэкъумэщ „селско стопанство“ (мэкъу „сено“ + мэщы „просо“), шхапIэ „столова“ (шхэн „ям“ + пIэ „място“), гузажъу „вълнение“ (гу „сърце“, зэжъу „тесен“), гумэкI „безпокойство“ (гу „сърце“ + макIэ „малък“), шыудз „конница“ (шыу „конник“, дза „войска“), дзакIо „новобранец“ (дза „войска“, кIо – „наставка за професии“), хьаджакIо „поклонник“ (хьаджэ „хаджия“ + кIо-). В някои случаи едната проста основа е изчезнала в адигейски, но се открива с помощта на сравнително-историческия метод: осы „сняг“ (уа „небе“ + *сы, в адигейски изчезнало като самостоятелна дума, но запазено в абхазки и абазински а-сы „сняг“). Като цяло адигейският език разполага с широка основа за образуване на неологизми, например от думата гущыI „дума“ се образуват неологизми като гущыIакI „неологизъм“, гущыIакIэ „дар слово“ гущыIалъ „речник“, гущыIап „предисловие“, гущыIэгъу „събеседник“, гущыIэжъ „поговорка“, гущыIэухыгъ „изречение“ и др.
От средногръцки са заети известен брой думи: бэрэскэжъый „сряда“ (буквално „малък петък (παρασκευή)“), бэрэскэшхо „петък“ (буквално „голям петък“), пIастэ „пшеничена каша, качамак“ (πάστα от италиански pasta), хъэдэн „дрипа“ (χιτών „туника“ > кабардински хъыдан, осетински хæдон „риза“).
Заети са през османо-турски голям брой думи от персо-арабски произход, много от които се срещат и в български: абэ „аба“, акъыл „ум, акъл“, быгъу „бик“, быракъ „байрак, знаме“, бэлахь „нещастие, беда“ (бълг. беля), бэрэчэт „изобилие, берекет“, джаур „неверник, гяур“, джыб „джоб“, коз „коз“, кофт „кюфте“, кукумяу „кукумявка“, къаун „пъпеш, каун“, къэтабэ „кадифе“, мамун „маймуна“, парэ „парà“, пкъынэ „къна“, собэ „голяма стая, соба“, сэкъат „сакат“, сэнэхьат „занаят“, табэ „тава“, топ „топ, пушка“, тутын „тютюн“, тучан „дюкян“, тэнэчы „тенекия“, хьалао „халва“, хьамам „хамам“, чар „кяр, полза“, чырбыщ „кирпич“, шэйтан „шейтан“, щылыч „чилик, стомана“, щэрэхъ „колело“ (чарк).
Руски думи от черкезки произход са абрек „харамия“ (от кабардински абрэдж, старо произношение абрэгь „беглец“), газырь „патрондаши, зашити върху гърдите на черкезкото наметало“ (от адигейски хьазыр „готов патрон“), чувяки „вид обувки“ (от адигейски цуакъэ „обувка“), шашка „сабя“ (от адигейски сэшхо „сабя“).